# 中之島映画祭
中之島映画祭（なかのしまえいがさい、英語:Nakanoshima Film Festival）は、毎年5月に中之島公園一帯で開催する市民まつり「中之島まつり」の中で行われている映画祭である。

## 概要
もっと沢山の人々に自主映画の面白さを知ってもらう事を目的として、自主映画の為のコンペティションを行い、観客投票でグランプリを決定する。会場は国指定重要文化財の大阪市中央公会堂大集会室で2003年より入場無料、入退場自由で開催している。
| 開催年度        | 上映作品 |
| --------------- | --- |
| 第1回（2003年） | グランプリ - U.F.O～ウーフォ～ 監督：ワタナベユースケ（8分） 特別審査員賞 - レゾナンス 監督：池田崇（94分） 入選作品 - ほしくだり 監督：神山幸子（20分） - 河合さん 監督：井村剛（４分） - ＠PUNCH DRUNKARD BUILDING 監督：ナカオカヒデキ（13分） - サンセットラブパレード 監督：浜野真行（30分） - オモチャ花雲 監督：伊月肇（41分） - 獄穴山Ｂ地獄 監督：延田修吾（35分） - メレンゲ 監督：藤大志（30分） - 屋上の釣人 監督：浜田弘典（７分） - 箕谷行６４系統 監督：唐津正樹・佐々木順平（19分） 特別上映 - animation soup 監督：（42分） |
| 第2回（2004年） | グランプリ - はなのもり 監督：脇田憲子（55分） 審査員特別賞 - Torii 監督：難波文恵（53分10秒） 入選作品 - ルーシーと森のモリンバ 監督：上辻正太郎（10分） - ミリコと宇宙人 監督：井村剛（8分） - クロール 監督：平田 陽亮（24分） - 頭角戦隊アタマイザー５ 監督：酒徳ごうわく（10分） - メビウス 監督：田井茂樹（23分） - 片想いの春夏秋冬 監督：浜田弘典（12分30秒） - 〈HANA〉 監督：宮本あきこ（5分30秒） - 総合恋愛科 監督：葛西勇也（21分30秒） 招待作品 - 隠密ロリポップ 監督：井村剛（24分） |
| 第3回（2005年)  | グランプリ - ママは小学生 監督：花岡央（2004年/43分） 入選作品 - 痛いの痛いの飛んでゆけ 監督：細川龍作（21分） - しきび 監督：田中誠一（15分） - 石田薫アニメーション作品集 監督：石田薫（7分） 特別上映作品 美式天然～うつくしきてんねん 監督：坪川拓史（90分） |
| 第4回（2006年)  | グランプリ - 吉村佳雄WALKING,SLEEPING 監督：宮本杜郎（68分） 入選作品 - 四畳半大学 監督：佐藤京郎（42分） - 剥き出しにっぽん 監督：石井裕也（91分） - あまがさ 監督：中川信雄（20分） - 水の大師の姉弟 監督：今野裕一郎（61分） - あの日、夏の日 監督：仲美由希（25分） - 放課後ノート 監督：田中智章（28分） 特別上映作品 - 赤い束縛 監督：唐津正樹（74分） - テツコとハルカにおまけのトオル 監督：花岡央（13分） ZUGABE!特集上映 - Coffee fish 監督：山田雅史（20分） - ハートに火をつけて 監督：伊藤康弘（31分） - 海ノダイナマイト 監督：板倉善之（32分） - ZUGABE!1分映像作品3本立 監督：山本良子/今井庵（3分） |
| 第5回（2007年)  | グランプリ - かにねずみ 監督：藤原智樹（20分） 入選作品 - ｊａＧｕｃｈｉしっぺ返し 監督：天谷尚子（25分） - ハルの夏 監督：山田大輔（25分） - 自分でもよく分からないこともない 監督：吉川聖司（25分） - ガール・スパークス 監督：石井裕也（96分） - ノゾミの冒険 監督：吉田裕亮（75分） - 白い恋人 監督：細野牧郎（21分） - 新海故事 監督：日下雄一朗（30分） 特別招待上映 - Ｍｏａｉｌ～モアイ～ 監督：（18分） 特別上映 - カフェ放送てれれ 監督：（） |
| 第6回（2008年)  | グランプリ - 安もんのバッタ 監督：今井伊織（58分） 入選作品 - J 監督：津嶋成匡（30分） - へんなこパイナポ 監督：川崎千里（20分） - la la bye 監督：中尾一輝（30分） - 廻鬼 -KAIKI- 監督：田中雅則（20分） - おめでたです。 監督：山田大輔（62分） - がたぴしLife 監督：藤原智樹（37分） - パンのうた 監督：福嶋沙耶花（6分） - GO GO まりこ 監督：前野朋哉（20分） - オルゴール 監督：大石真理子（8分） - 泣く人たち 監督：松本浩志（37分） 特別上映 - かにねずみ 監督：藤原智樹（20分） |
| 第7回（2009年)  | グランプリ - ネコ魔女のキポラ 監督：藤原智樹（20分） 入選作品 - 脚の生えたおたまじゃくし 監督：前野朋哉（76分） - コマンダー2 監督：寺田幸弘（28分） - 隙間眼 監督：藤本裕貴（15分） - 月のかげ 監督：吉田竜平（40分） - ｆ ａ ｋ ｅ 監督：前田智広（38分） - フォーカスをあわせて 監督：松村豪生（32分） - Ｍｒ.ベレー 監督：田中俊行（7分） - 憂鬱ろけっと 監督：坂下雄一郎（23分） - 笑え 監督：太田真博（45分） 特別上映 - カルマの森 監督：長岡裕幸（62分） |
| 第8回（2010年)  | グランプリ - 優しい初夏の日 監督：村上祐介（53分） 入選作品 - ＤＩＮＮＥＲ 監督：谷口慈彦（7分） - 東京道程 監督：坂下雄一郎（32分） - 友達 監督：小田学（13分） - 夏の灯 監督：小森茉季（25分） - ういのやま 監督：酒井潤（32分） - ＳＡＴＯＩＭＯ 監督：猪野洋一（26分） - 自転車と電車 監督：山口将幸（57分） - ジャックランタン 監督：伊集院涼（19分） - ニッポニテスの夏 監督：川尻将由（19分） - 晴れた日には隣人と 監督：加治屋彰人（73分） - 湯気 監督：耳井啓明（15分） 特別上映 - あなたのためならどこまでも 監督：桂あやめ（） |
| 第9回（2011年)  | グランプリ - 夕暮れ 監督：戸田彬弘（119分） 入選作品 - あばうとあがーる 監督：角田行平（75分） - カラスの鳴かぬ日はあれど 監督：大田健人（47分） - キャントワーク 監督：小田学（12分） - どうにもとまらない 監督：堀江祥子（34分） - ひょうたんから粉 監督：上原三由樹（36分） - 山田荘 監督：古田敬亮（12分） - 僕達の結合と不都合 監督：敦賀零（31分） |
| 第10回（2012年) | グランプリ - 幼なじみ 監督：岡田浩祥（92分） 入選作品 - 今日は秋刀魚の日 監督：中野森（8分） - 純子はご機嫌ななめ 監督：谷口雄一郎（24分） - 農家のセガレ-継がない孝公・継ぐ孝公- 監督：藤本裕貴（15分） - 傲慢なる施し 監督：藤原貴史（16分） - オモイコミトオモイコシ 監督：桐越慎二（39分） - 正当防衛 監督：伊野紗紀（16分） - お姉妹 監督：小林勇太（42分） - ごくごくふつーのっ！ 監督：高橋雅紀（16分） - メリーゴーラウンド 監督：岡元雄作（34分） - こうして世界は回っている 監督：笹木彰人（25分） - 言葉はいらない 監督：島本竜二（15分） |
| 第11回（2013年) | グランプリ - 夢見ぬ少年 監督：八木博之（30分） 入選作品 - センバハリコノタイガーの真実 監督：井村剛（16分） - 恋する小説家 監督：上田慎一郎（40分） - 大童貞の大冒険 監督：二宮健（58分） - こぼれる 監督：手塚悟（30分） - 口腔盗聴器 監督：上原三由紀（27分） - ケツゲツナガル 監督：小尾信生（17分） - 太陽の石 監督：遠藤潔司（13分） - おっさんスケボー 監督：新井健市（5分） - カリカゾク 監督：塩出太志（20分） - うどんとカメラがポニーテール 監督：角田行平（90分） - Undead Dragon～死霊遊戯～ 監督：玉井雅利（42分） 特別企画 ８mmFILMレトロスペクティヴ - ならず者ブルース 監督：富田伸二（1985年） - ＲＥＴＵＲＮ 監督：森永憲彦（1980年） - 大迫チャンピオンまつり 監督：（1982年） - 革命列島 監督：小橋卓（1983年） - 序終 監督：渡辺雄志（1982年） - だだっこ大暴れ 監督：嘉山俊弘（1983年） - ＰＯＷＥＲ 監督：久寿田義晴（1983年） - お楽しみはこれからダ!! 監督：中間正隆（1982年） - 死神 監督：林誠（1982年） - She`s 監督：藤村凪紗（1985年） - ぼくのために泣け シティロード３ 監督：梅田豊（1982年） - LEFT ALONE 監督：KAZUO OCHAI（1981年） - ＭＩＳＥＩ 監督：原田親（1988年） - のんしゃらん奮戦記 監督：中島康（1982年） - 雪景色 監督：奥田美佐子（1984年） - ひとりぽっちの暗殺者＜テロリスト＞ 監督：盛田和彦（1983年） |
| 第12回（2014年) | グランプリ - チャリンコ レクイエム 監督：角屋拓海（40分） 入選作品 - ネオ桃太郎 監督：小田学（29分） - ひだまりのこどもたち 監督：原田真嗣（67分） - 押し入れ女の幸福 監督：大橋隆行（29分） - 花魁お雪と半蔵廓 監督：増田翔平（20分） - 望まれない子 監督：岩渕茂（52分） - 反駁 監督：伊之沙紀（51分） - サムライオペラ 監督：大川祥吾（20分） - 僕のバニーガール 監督：金泰亨（37分） - ファーザー×ファーザー 監督：たかせしゅうほう（15分） - ゴムボーイゴムガール 監督：東野敦（18分） - 彼女の告白ランキング 監督：上田慎一郎（21分） 特別企画 ８mmFILMレトロスペクティヴ２ - ブランコの夏 監督：中間正隆（1987年） - 微風 監督：中島康（1983年） - 堂々ゴメンネ馬鹿騒ぎ 監督：梅田豊（1982年） - 序破急 監督：盛田和彦（1987年） |
| 第13回（2015年) | グランプリ - Last Wedding Dress 監督：上田慎一郎（23分） 入選作品 - あの一瞬とそれ以外全部 監督：奥田裕介（43分） - オリンピアの嘲笑 監督：三原慧悟（38分） - 帰ろうＹＯ! 監督：松本卓也（39分） - 君のいない教室 監督：山本尚志（37分） - ゴロン、バタン、キュー 監督：山元環（54分） - ＳＴＲＡＮＧＥ 監督：亀田貴也（18分） - なかよくなれたらいいな 監督：栗山陽輔（50分） - ノブヒデ 監督：端野昭彦（11分） - 古本屋SOS! 監督：櫻井啓介（36分） - みなと、かこ、げんざい 監督：長棟航平（35分） - RELAY 監督：加藤慶吾（15分） - ワタシカレシツクル 監督：たかせしゅうほう（20分） |
| 第14回（2016年) | グランプリ - ハルをさがして 監督：尾関玄（2015年/93分） 入選作品 - 落研冒険支部 監督：飯野歩（2015年/28分） - くさいけど「愛してる」 監督：永井和男（2015年/24分） - 解夢-GEMU- 監督：前畠慎吾（2015年/32分） - けんじ君の春 監督：森田亜紀（2015年/92分） - 空を知らないカイコガは飛べる事を知らず地を這い回るのか 監督：笹木彰人（2015年/19分） - しあわせのかたち 監督：大橋隆行（2015年/29分） - だんらん 監督：生見司織（2015年/18分） - テイク8 監督：上田慎一郎（2015年/20分） - FRESH MINT 監督：吉田真由香（2015年/30分） |
| 第15回（2017年) | グランプリ - 10ミニッツ 監督：長澤雅彦（2016年/29分） 入選作品 - いもガール 監督：生見司織（2017年/25分） - 海へ行くつもりじゃなかった 監督：磯部鉄平（2016年/35分） - キッチンの神様 監督：中根克（2015年/29分） - さくらになる 監督：大橋隆行（2017年/79分） - 捨て看板娘 監督：川合元（2014年/33分） - スリッパと真夏の月 監督：木場明義（2015年/30分） - 春を殺して 監督：森田和樹（2016年/28分） - ライブハウスレクイエム 監督：松本卓也（2015年/80分） リンク ザ シネフェス企画MOOSIC LAB2015グランプリ作品上映 - いいにおいのする映画 監督：酒井麻衣（2015年/73分） |
| 第16回（2018年) | グランプリ - カランコエの花 監督：中川駿（2016年/39分） 優秀作品 - ACTOR 監督：土屋哲彦（2014年/40分） - あなたに会えたらよかった 監督：栗山陽輔（2017年/47分） - 金色 監督：布瀬雄規（2017年/28分） - 今夜新宿で、彼女は、 監督：山田佳奈（2017年/30分） - 親友がいない 監督：太田真博（2017年/26分） - HIDAMARI 監督：角屋拓海（2017年/80分） - 冬が燃えたら 監督：浅沼直也（2017年/22分） - Vegetarian of the Dad 監督：大江隆之（2017年/10分） - 本末転倒 監督：名倉健郎（2017年/12分） - わたしが発芽する日 監督：野本梢（2016年/27分） リンク ザ シネフェス企画Kisssh-Kissssssh映画祭2017短編部門グランプリ作品上映 - 真夜中モラトリアム 監督：磯部鉄平（23分） 特別企画学生シネマバトル！ - 陰キャパリピは振り返らない。 監督：大城敦司（2017年/45分） - トラゴゼン 監督：横田滉介（2017年/35分） |
| 第17回（2019年) | グランプリ - テロルンとルンルン 監督：宮川博至（2018年/50分） 優秀作品 - いきうつし 監督：田中晴菜（2018年/30分） - AYESHA 監督：小原正至（2018年/6分） - オーバーナイトウォーク 監督：磯部鉄平（2019年/43分） - かく恋慕 監督：菱沼康介（2019年/50分） - Girls Night Out 監督：泉原航一（2017年/27分） - 正しいバスの見分けかた 監督：高橋名月（2015年/24分） - 追憶ダンス 監督：土屋哲彦（2016年/25分） - テロルンとルンルン 監督：宮川博至（2018年/50分） - 止まるな 監督：加藤大志（2018年/10分） - 春 監督：大森歩（2018年/27分） - 約束の時間 監督：後藤達哉（2018年/48分） リンク ザ シネフェス企画田辺・弁慶映画祭 第11回弁慶グランプリ作品上映 - 赤色彗星倶楽部 監督：武井佑吏（2016年/82分） 特別企画学生映画上映 - 今夜、大地は赤く見える 監督：肖艺凡（2018年/40分） - 星霜の影 監督：田中さくら（2019年/37分） - AFTER HERO 監督：井上大輔（2018年/40分） |
| 第18回（2020年) | グランプリ - 非常事態宣言発令により、上映とグランプリ作品の選定を取りやめた為該当無し 優秀作品 - I SEE YOU 監督：佐藤亮 田代彩菜 植村真史（2019年/9分） - いつくしみふかき 監督：大山晃一郎（2018年/108分） - 次は何に生まれましょうか 監督：野本梢（2019年/25分） - 根矢涼香、映画監督になる。 監督：上村奈帆（2019年/31分） - 羊と蜜柑と日曜日 監督：竹中貞人（2019年/47分） - Vtuber渚 監督：GAZEBO（2019年/30分） - ぽつり、岡山 監督：前野朋哉（2019年/31分） - 欲望の怪物 監督：松本卓也（2019年/54分） 学生映画上映企画「青春10minutes！」 - 記憶のトポス 監督：LIU JIALIANG（2019年/3分） - 君にはふるさと 監督：佐藤麻里亜（2018年/10分） - けせんっこ。 監督：さゆり（2019年/8分） - KOBE OF THE DEAD 監督：大矢哲紀（2019年/10分） - タイトル未定。 監督：岡ゆきの、山場雅（2020年/8分） - テープレコーダー 監督：鈴江誉志（2019年/8分） - 『Deliver』Music Video 監督：竪野くるみ（2020年/8分） - 走れ MV 監督：テラサカルナ（2019年/6分） - 不安 監督：鈴木透乍（2019年/3分） - 夢見る乙女のcontinue 10分間Ver. 監督：河本幸樹（2017年/10分） |